# Clay Dollars
Clay Dollars er en amerikansk stumfilm fra 1921 af George Archainbaud.

## Medvirkende
- Eugene O'Brien som Bruce Edwards
- Ruth Dwyer som June Gordon
- Frank Currier som Sam Willetts
- Arthur Housman som Ben Willetts
- Jim Tenbrooke som Lafe Gordon
- Florida Kingsley som Mrs. Gordon
- Tom Burke som Buck Jones